# Arremon torquatus
Arremon torquatus là một loài chim trong họ Emberizidae.